# 月よりの使者
『月よりの使者』（つきよりのししゃ）は、久米正雄の小説作品、及びそれを原作とした映画・ドラマ化作品である。または、1949年製作の映画版・1966年製作のドラマ版の同名主題歌。

## 概要
長野県にある実際のサナトリウムであった富士見高原療養所の建物が映画の撮影に使用された。当時の建物は現在取り壊され移転。現在の富士見高原医療福祉センター富士見高原病院隣に出来た富士見高原医療福祉センター内の「旧富士見高原療養所資料館」に、サナトリウム当時の資料は保管展示されている。

## あらすじ
舞台は長野県の高原にあるサナトリウム。複雑な過去を持つ野々口道子は辛い過去から逃れるために今では看護師としてこの療養所に勤務しており、類稀な気高い美貌の持ち主であることから「月よりの使者」と患者達からは呼ばれていた。患者の中に転地療養に来た弘田進と橋田広がおり、道子は毎日分け隔てなく献身的に患者の看護にあたっていたのだが…

## 映画化

### 1934年版
1934年3月29日公開。入江プロダクション・新興キネマ。
ロサンゼルスの全米日系人博物館所蔵の「バン・コレクション」からフィルムが再発見され、2008年に98分版が再上映された。後に詳細不明のフィルムが本作と同定され、147分版に修復された。国立映画アーカイブ所蔵。

#### キャスト
- 野々口道子：入江たか子
- 弘田進：高田稔
- 山形弓子：水原玲子
- 弘田晴子：中野かほる
- 戸塚：菅井一郎
- 橘田：牧英勝
- 医師池内：見明凡太郎
- 北原：浅田健二
- 渡辺病院長：松本泰輔
- 高原病院長：沖悦児
- 刑務所長：荒木忍
- 女看守：浦辺粂子
- 看護婦チビ：江川なほみ

#### スタッフ
- 監督：田坂具隆
- 脚本：木村千疋男
- 撮影：伊佐山三郎

### 1949年版
1949年1月31日公開。大映。

#### キャスト
- 野々口道子：花柳小菊
- 弘田進：上原謙
- 前島弓子：喜多川千鶴
- 弘田晴子：相馬千恵子
- 戸塚平介：菅井一郎
- 池内副院長：小柴幹治

ほか

#### スタッフ
- 企画：清水竜之助
- 監督：加戸敏
- 脚本：八田尚之
- 撮影：武田千吉郎
- 音楽：飯田信夫
- 美術：角井平吉
- 録音：大角正夫

#### 主題歌
- 題名：『月よりの使者』
- 作詞：佐伯孝夫
- 作曲：佐々木俊一
- 歌唱：竹山逸郎・藤原亮子
- 発売：1949年1月

#### エピソード
佐々木俊一の作曲した「月よりの使者」だが、歌の出だし三小節目までが前年に発売されヒットした古賀政男作曲の「三百六十五夜」と酷似している。作詞者の佐伯孝夫は、佐々木に対し曲のイメージを「三百六十五夜」風なものと注文し、それに答えた佐々木が、良く似た出だしの曲を作曲したといわれている。著作権侵害に当たる行為だと思われるが、これには伏線があって、佐々木は作曲する前に「三百六十五夜」作曲の古賀政男宅を訪れ、曲使用の了承を得ていたため問題にはならなかった。

### 1954年版
1954年9月22日公開。大映。カラー作品。配給収入は1億6491万円。

#### キャスト
- 野々宮道子：山本富士子
- 弘田進：菅原謙二
- 戸塚一郎：船越英二
- 小谷よう子：若尾文子
- 橋田広：根上淳
- 池内医師：高松英郎
- 前島弓子：沢村美智子
- 弘田晴子（進の妹）：八潮悠子
- 大下婦長：村田知英子
- 浅木院長：信欣三
- 成田弁護士：花布辰男
- 岡田院長：見明凡太朗
- 佐々副院長：丸山修
- 前島みつ：細川ちか子
- 取調主任坂田：夏木章
- おふさ：響令子
- 桐生きよ：及川千代
- 検事：石黒達也

#### スタッフ
- 監督：田中重雄
- 製作：永田雅一
- 企画：中野繁雄
- 脚本：八住利雄
- 撮影：高橋通夫
- 色彩技術：横田達之
- 音楽：斎藤一郎
- 美術：柴田篤二
- 録音：長谷川光雄
- 照明：久保田行一
- 装置：原島徳次郎
- 装飾：雲居譲
- 小道具：神田一郎
- 背景：中村桂太郎
- 園芸：坂根音二郎
- 移動：諸星勇
- 工作：田村誠
- 俳優事務：奥村裕彰
- 結髪：田中つねへ
- 衣裳：高坂元治
- 音響効果：花岡勝次郎
- スチール：坂東正男
- 電飾：横手三四郎
- 記録：古川耶千枝
- 助監督：寺島久
- 色彩助手：渡辺徹
- 撮影助手：山崎芳裕
- 録音助手：清水保太郎
- 照明助手：安田繁
- 美術助手：後藤岱二郎
- 進行係：大岡弘光
- 編集：辻井正則
- メークアップ：牧野正雄
- 製作主任：熊田朝男
- 現像：東洋現像所月より

## TVドラマ化

### 1961年版
1961年10月12日～10月19日に日本テレビ「武田ロマン劇場」（武田薬品工業一社提供）枠の第1回として放送された。

#### キャスト
- 有田稔
- 喜多道枝
- 穂積隆信
- 夏川かほる
- 荒木道子

#### スタッフ
- 演出：秋田英雄
- 脚本：八木隆一郎

### 1966年版
1966年7月11日～9月2日にフジテレビ「ライオン奥様劇場」枠にて放送された。

#### キャスト
- 長内美那子
- 園井啓介
- 吉田輝雄
- 沢本忠雄
- 永井秀明

#### スタッフ
- 演出：岩間鶴夫
- 脚本：芦沢俊郎
- 制作：松竹、フジテレビ

#### 主題歌
- 1949年映画版の主題歌を三浦洸一・香山美子がカヴァーした。

### 1972年版
1972年8月28日～10月27日にTBS「花王 愛の劇場」枠にて放送された。

#### キャスト
- 北川めぐみ
- 大出俊
- 田崎潤

#### スタッフ
- 制作：C.A.L

| 日本テレビ 武田ロマン劇場                                            | 日本テレビ 武田ロマン劇場                | 日本テレビ 武田ロマン劇場 |
| 前番組                                                               | 番組名                                   | 次番組                    |
| -------------------------------------------------------------------- | ---------------------------------------- | ------------------------- |
| （なし）                                                             | 月よりの使者 （1961.10.12 - 1961.10.19） | 誰か夢なき （1961.11.9）  |
| 日本テレビ 木曜21:45 - 22:30枠                                       |                                          |                           |
| 芸能トピックス ※21:45 - 22:00眠狂四郎（江見俊太郎版） ※22:00 - 22:30 | 月よりの使者 （1961.10.12 - 1961.10.19） | 誰か夢なき （1961.11.9）  |

| フジテレビ ライオン奥様劇場       | フジテレビ ライオン奥様劇場           | フジテレビ ライオン奥様劇場       |
| 前番組                            | 番組名                                | 次番組                            |
| --------------------------------- | ------------------------------------- | --------------------------------- |
| 女の波紋 （1966.5.23 - 1966.7.8） | 月よりの使者 （1966.7.11 - 1966.9.2） | 異母姉妹 （1966.9.5 - 1966.11.4） |

| TBS 花王 愛の劇場                              | TBS 花王 愛の劇場                       | TBS 花王 愛の劇場                        |
| 前番組                                         | 番組名                                  | 次番組                                   |
| ---------------------------------------------- | --------------------------------------- | ---------------------------------------- |
| 喜びも悲しみも幾歳月 （1972.7.10 - 1972.8.25） | 月よりの使者 （1972.8.28 - 1972.10.27） | 乳房よ永遠に （1972.10.30 - 1972.12.29） |